# Amina Alaoui
Amina Alaoui (in arabo أمينة العلوي‎?; Fès, 1964) è una cantante marocchina.

## Biografia
Nasce nel 1964 a Fès da un'antica famiglia borghese della città. All'età di sei anni, inizia ad apprendere l'arte musicale arabo-andalusa. Frequenta il conservatorio di Rabat dal 1979 al 1981. Consegue i suoi studi liceali al Liceo Descartes e studia filologia e linguistica spagnola e araba all'Università autonoma di Madrid e all'Università di Granada, dove approfondisce le sue ricerche sulla musica arabo-andalusa, concentrandosi sul repertorio gharnati. Si stabilisce a Parigi nel 1986, dove prosegue i suoi studi musicali con Rachid Guerbas e Ahmed Piro.